# Az egyiptomi piramisok tipológiája
Az ókori Egyiptom területén épített piramisok közül az egyiptológia 36-ot királysírként ír le. Ezek olyan meggyőző fejlődési vonalba állíthatók, mely alapján néhány olyan piramis hozzávetőleges korát is meg lehet állapítani, amelyek építtetőjéről semmilyen adat nem maradt fenn. A piramistemetkezés időbeli alaki fejlődése egy régészeti tipológia, melyhez nagymértékű kultikus szemléletváltások, a politika és a gazdaság aktuális állapota adott alapot.
Az első tudományos igényű tipológiát Richard William Howard Vyse és John Shae Perring állították fel a 19. század közepén, akik – igaz csak megsejtéses alapon – a lépcsőzetes piramisokat a gúlák elődjének tartották.
- Kapcsolódó témakör: piramiskörzet, piramis, az egyiptomi piramisok listája

## A tipológia jellege
Mind a királytemetkezés, mind az előkelőség temetkezése időre jellemző, jól elkülöníthető típus-sorozatot alkot. A királytemetkezés az Archaikus korban és az Óbirodalomban kiskorszakokat különít el; ezek (majdnem) egybeesnek a manethóni dinasztiákkal, mintegy megerősítve azokat.
- 0. dinasztia – veremsírok (Peker)
- I. dinasztia – agyagtéglás masztabák (Peker, Szakkara)
- II. dinasztia – agyagtéglás masztabák, egyre gyakoribb kőfelhasználással (Peker)
- III. dinasztia – kőből épített lépcsős piramisok (Szakkara, Zavijet el-Arjan)
- IV. dinasztia – gúla alakúra tervezett és épített piramisok, melyeknél a méret meghatározó tényező (Dahsúr, Mejdúm, Gíza, Szakkara)
- V. dinasztia – belső szerkezetükben lépcsős piramisok, melyeknek fokait kitöltötték, hogy gúla alakúak legyenek (Szakkara, Abu Szir, Szakkara)
- VI. dinasztia – uniformizált alépítmények és a piramisszövegek megjelenése (Szakkara)
- VIII. dinasztia – kis, valódi piramisok (Szakkara)
- XII. dinasztia–XIII. dinasztia – kő támfalakkal megerősített, „szabványosított” méretű agyagtégla-piramisok (el-List, Dahsúr, Hovare, Mazgúna)

## A piramis kialakulása

### A veremsírtól a tumulusig (halomsírig)
Az egyiptomiak az újkőkorszak idején a legkülönfélébb temetkezési módokat alkalmazták. A leggyakoribb mégis az egyszerű verem (gödör) volt, amelybe a holtat vagy hanyatt fekve, vagy magzati pózban helyezték el. A veremsír szokása az i. e. 4. évezredben lassan az aknasír alkalmazása felé fejlődött. Az aknasír mély gödör, amelyet már többnyire nem temettek vissza, belsejét egyre többször kibélelték, tetejére nagy kőlapot helyeztek. Ez a sírtípus természetes módon alakult át halomsírrá: egy nagyobb földkupacot hordtak a sírra, és minél jelentősebb volt az elhunyt személy az életében, annál magasabbra halmozták azt. A tumulus alatt ugyanolyan veremsírt találhatunk, mint a korábbiak voltak. A tumulus-forma egyszerűen létrehozható, ezért nem csodálható, hogy a Föld számos pontján, egymástól függetlenül létrejött. A halomsíros temetkezésű kultúrák beborítják Európát és Ázsiát. A sír belső szerkezete azonban lényegesen eltér, ami önállóságukat jelzi.
A tumulus tehát nem más, mint a legkorábbi aknasírok továbbfejlesztett változata. A sírkamra fölé emelt mesterséges domb többnyire földből készült, lábánál időnként tégla- vagy kőkerítés emelkedett körös-körül, hogy megakadályozza a föld leomlását, lecsúszását. A tumulus földbe vájt sírkamrát rejt, melynek falait téglával is megerősíthették. Bizonyos hasonlóság figyelhető meg az európai megalit-kor sírépítményei és az egyiptomi tumulus között. A megalit-sírok újkorukban belső vázzal rendelkező tumulusok voltak (minden ok megvan a feltevésre, hogy a megalitikus sírokat egykor nagy földhalom takarta be).

### Masztabák

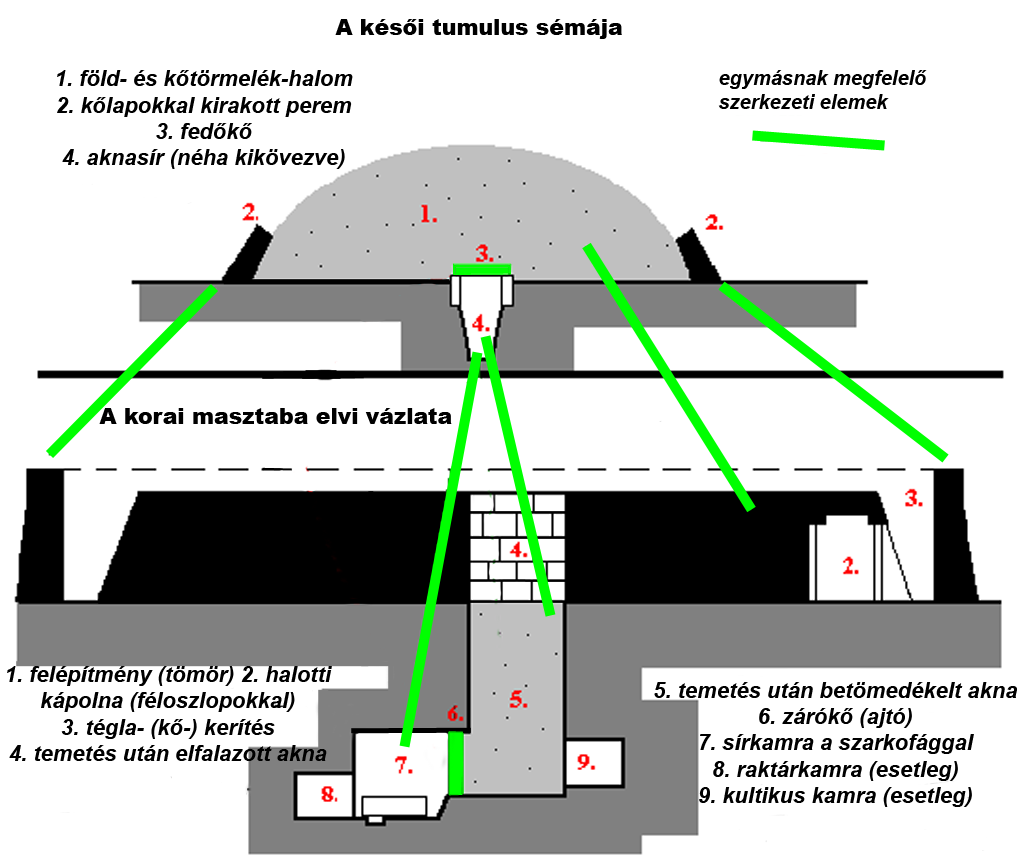
A tumulus és a masztaba szerkezeti összefüggése

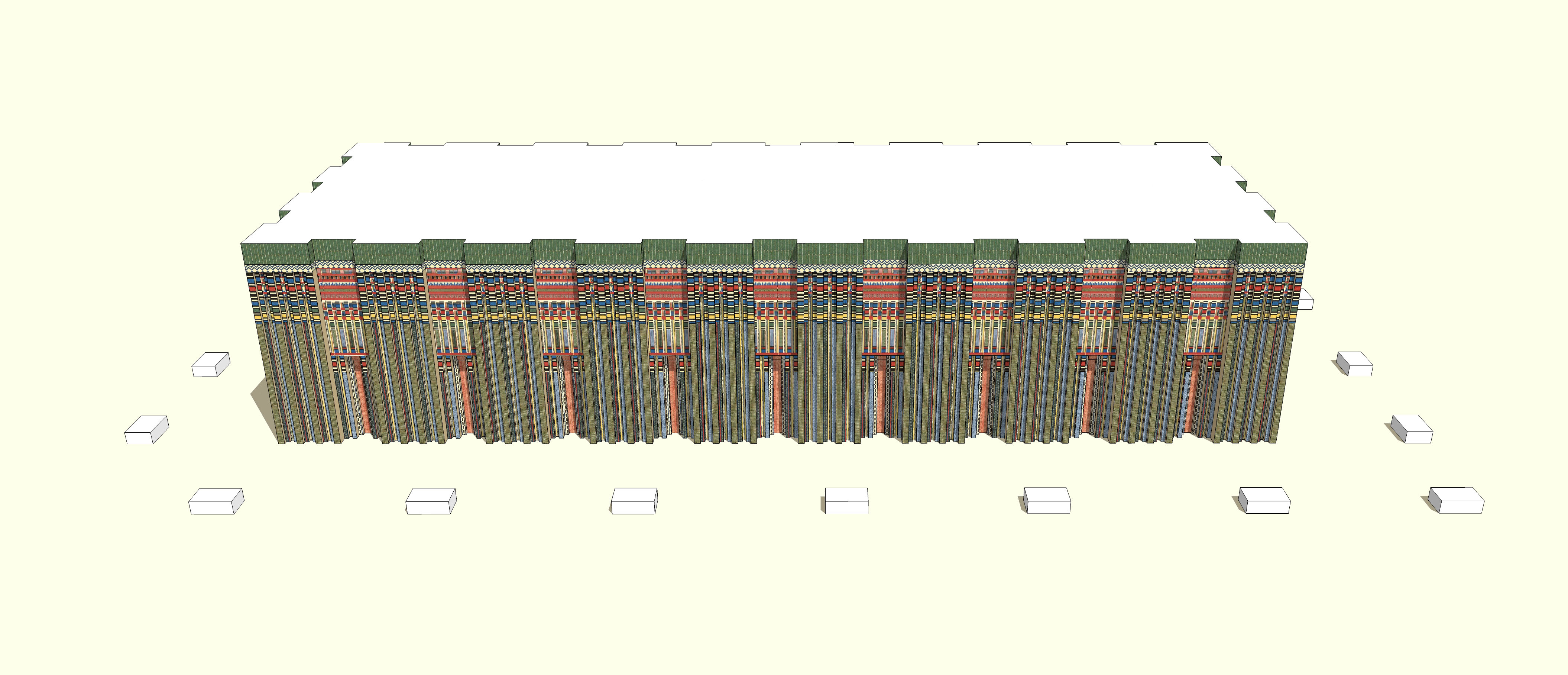
Az S 3503-as sír kerítésfalának rekonstrukciója a palotahomlokzatos díszítéssel és a festésmaradványok alapján színezéssel. A falon belül nem látszik a sír felépítménye.

Az első masztabának nevezett királysírt Anedzsib Meribten építette Abdzsu városa közelében, míg a korábbi szakkarai masztabák az egyiptológia mai állása szerint nem az uralkodók temetkezési helyei, sőt nem is kenotáfiumok, hanem alsó-egyiptomi nemesek sírhelyei.
Az első dinasztia abüdoszi (Pekerben) sírjai a tumulus továbbfejlesztett változatai, masztabák. A „masztaba” arab szó, jelentése pad. Ez a temetkezési forma az I. dinasztia idején kezdett terjedni, és az előkelők között divatos maradt egészen az óbirodalom végéig, amikor az uralkodók már régóta piramisba temetkeztek. A legnagyobb nem királyi masztabát Ptahsepszesz építette az V. dinasztia korában. Kús földjén (Núbia) még az újbirodalom korában is temetkeztek előkelők masztaba-típusú sírépítménybe.
A masztabák változatos alakúak, de jellegzetességük a téglaforma, a többi – változékony – díszítőelem ennek kiegészítése. A sír felépítménye már nem kerek vagy ovális volt, hanem téglatest alakú téglarakás. A forma változását éppen az új építőanyag, a tégla alkalmazása kívánta meg, hiszen a földhalom természetes formája a kerekded domb, a téglából viszont téglatestet a legkönnyebb formálni. A sírforma változását a Nagada kultúra korában egyes előkelő sírok kezdik meg, amelyek a félig földbe vájt lakóház mintájára a „veremsír” és a hantolt sír helyett a „szögletes veremsír” típust formázzák. Ezeknek fő jellemzője a földbe vájt, téglával bélelt verem, amelyet tetővel láttak el, majd dombot emeltek rájuk a veremből kiásott földből.

#### Umm el-Kaáb

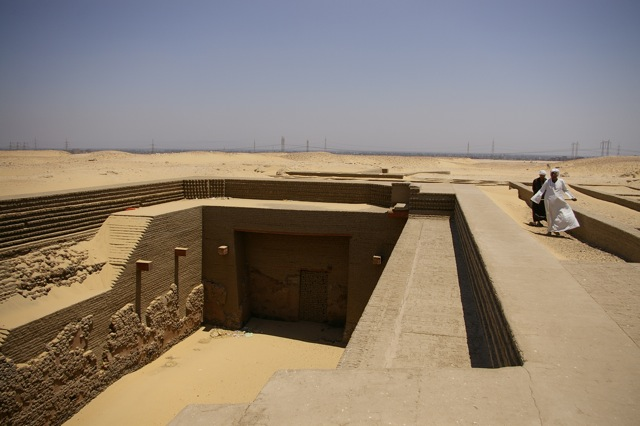
Den U-T jelű sírjának bejárata

Az Umm el-Kaáb mellett található predinasztikus uralkodósírok (U jelű temető) közül Skorpió sírja (U-j) egy 12 helyiséges ház mintájára épült, amelyet fából ácsolt emelvény – és valószínűleg földhalom – takart be. A 0. dinasztia királyai a B-körzetben temetkeztek, Iri-Hór, I. Ka és Narmer sírjai (B-1/2, B7/9, B16/17) kettős veremsírok, egy sírkamrával és egy tárolókamrával. Hór-Aha B10/19 sírja három nagy téglabéléses verem.
Ezeket a sírokat eredetileg fából és színes gyékényfonatból álló kerítés vette körül. A sír kiképzése nagy mértékben követi az ez időben „divatos”, Nehenben feltárt lakóházakat, amelyek szintén félig földbe vájt vermek, a föld alatti részen vályogtéglával erősítve, a föld feletti falai pedig vályoggal tapasztott nád- és gyékényfonatból álltak.
A tumulus tövének burkolata új funkciót kapott, átalakult a masztaba köré épített kerítéssé, amely lezárta a sírkerületet. A sírkamrát már több mellék-kamra vette körül, melyek a halotti kelengye raktárának céljára készültek, illetve kultikus jelentőségűek, legtöbbjük azonban Hór-Aha idejétől kezdve kísérő temetkezéseket, az önkéntes emberáldozat halottait rejtette. Dzsertől kezdve már nem kettős vermeket készítettek, hanem egyetlen nagyobb vermet, amelyet közvetlen közelben vettek körül a kísérő kamrák. (U-O) II. Ka az utolsó, akinek sírját kísérő temetkezés övezi, ezután jó néhány II. dinasztiabeli uralkodó sírja ismeretlen, végül Peribszen és Haszehemui az utolsók Pekerben.
Ellentétben a kőépítkezésről szóló hagyományokkal, melyek szerint az első kőépítkezést Imhotep, Dzsószer építésze találta ki és kezdeményezte a III. dinasztia elején, és mindjárt teljesen kőből készült királysírt emelt, az abüdoszi sírváros építményeinek egyes helyein már sor került kő alkalmazására. A sírkamra ajtókeretei többnyire monolitok, hasonlóan az európai megalit sírkamráihoz, az alapzatban és a masztaba felépítményének belsejében töltelékanyagként gyakran található kő – faragott és nyers egyaránt.

#### Szakkara
Az I–II. dinasztia uralkodóihoz nemcsak Abüdosz, hanem Szokar (a mai Szakkara) környékén kapcsolhatók temetkezések – azaz mindkét helyen megtalálhatók ugyanazon uralkodók nevei. A kenotáfiumok (álsírok) rendszere később, a piramisépítő uralkodók korában fennmaradt folyamatos hagyományként, bár jelképi tartalma természetesen változott, átértékelődött. A szakkarai masztabák jelentősen eltérnek szerkezetükben a felső-egyiptomi masztabáktól, már ekkor több belső helyiségből álló, palotahomlokzatot utánzó függőleges falakkal ellátott építmények, amelyek inkább hasonlítanak az óbirodalom korának előkelő sírjaihoz, mint a királyi masztabákhoz.
A szakkarai nekropolisz területén időrendben Hór-Aha király egyik tisztviselőjének sírja az első (S 3507-es sír). E nyughely az egyszerű tumulus fejlődésének szemléletes példája. A földhalom helyett enyhén befelé dőlő falakkal emelt téglaépítmény van, mely több helységet foglal magában. A felépítményen azonban domború tető állt: az építtető nyilván azt akarta, hogy a téglából épített sír a tumulushoz hasonlítson. A sírkamrát egy négyszög-keresztmetszetű aknán át lehet megközelíteni a felépítmény belsejéből. A sírkamrából nyílnak a halotti kelengye raktárai. Méretei: 28×44 méter. A masztaba mind a négy oldalán a palotahomlokzatot utánzó panelek sorakoztak, mely motívum később átkerült a kerítésfalra. Maga a kerítésfal itt egyszerű téglafal, több mint egy méteres szélességgel. A halotti kelengyés kamrákat a masztaba felépítményében képezték ki, amely építészeti elem később (IV-VI. dinasztia) az előkelők masztabáiban újra megjelenik.
Dzser király az első, akinek idejéből származó szakkarai S 3503-as sírnál a kőkerítés a mai napig megtalálható. Dzser abüdoszi sírja 21×20 méteres, míg e tisztviselői sír 41,3×15,15 méteres nagyságú.
Anedzsib idejében Nebetka az S 3038-as sírnál a halmot egy vízszintes terasszal helyettesítette, melyhez lépcsős oldalfalak csatlakoznak. Világosan felismerhető, hogy az új anyag (tégla) alkalmazása miatt keresték azt az elfogadható formát, mely nemcsak a hagyományoknak megfelelő, de az építés technikájának is. Egyfelől összességében ragaszkodtak a tumulus-hagyomány legfőbb előírásaihoz, de rugalmasan váltottak formát a kívánalmak szerint. Tehát egyáltalán nem a sírok új formája kívánta meg a tégla megjelenését, hanem éppen ellenkezőleg, az új építőanyag széles körű alkalmazása eredményezte az új formát, csakúgy, mint a III. dinasztia elején a kő kizárólagos alkalmazása is új formát eredményezett – ugyanis a kő megfelelően szilárd, állékony volt ahhoz, hogy az addig sosem látott méretű sírépítmény ne omoljon össze a saját súlyától.

#### Utolsó királyi masztabák

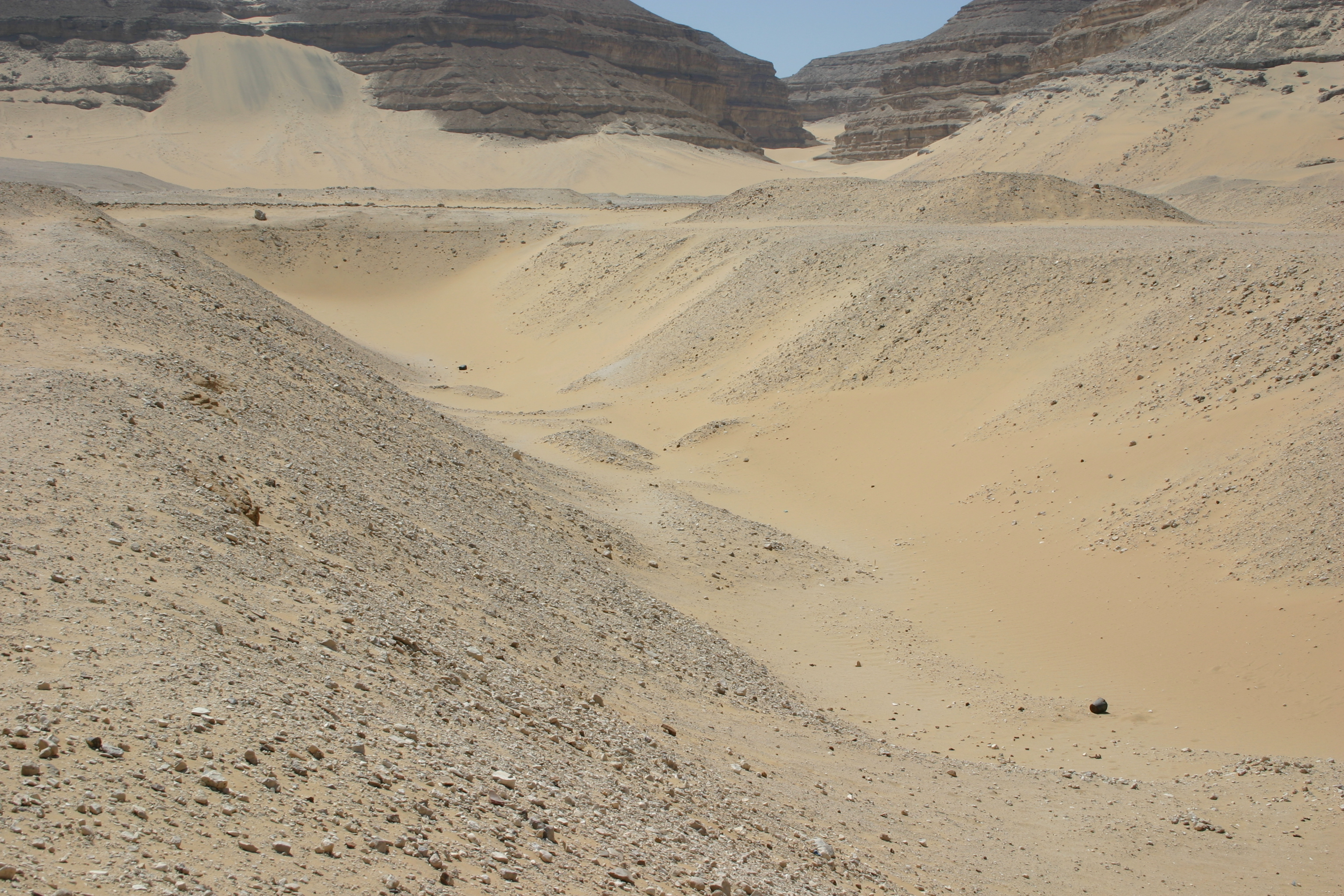
Haszehemui sírja Umm el-Kaábban (Peker)

Valószínűleg féltek a kő általános alkalmazásától, amely félelmet még a Dzsószer-piramis szerkezetében is fel lehet ismerni. A II. dinasztia folyamán egyre több helyen, s egyre merészebben alkalmazták a követ – sírkamra, akna, ajtók. Haszehemui Pekerben épített sírkamrája mészkőburkolatú, az ajtókeretek vörös gránit monolitok. A kerítésfal a palotahomlokzatot utánozza, ki- és beugró panelekkel erősen tagolt, díszített – csipkézett és ál-bejáratokkal (álajtókkal) tarkított -, s ezt ábrázolja az úgynevezett szereh-keret is, amelybe minden korai feliraton az uralkodók neveit írták. Ez a sír formabontó, mivel szabálytalan alaprajzú, 54 kamrás alépítménnyel rendelkezik.
A sírépítmények változása egyben óriási anyagi természetű tartalékok (vagyon) megjelenését is feltételezi. Ugyanakkor ez az első lépcsőfoka a szakrális királyság despotizmussá változásának. Az első és második dinasztia államszervezetéről ugyan nincsen értékelhető adat, de az ismert temetkezések azt mutatják, hogy az uralkodó személye egyre inkább távolodott a többi embertől, még a gazdagoktól is, éspedig nemcsak az anyagi javakban, de szellemi-kulturális szinten is. A despotikus királyság nem Dzsószer személyével kezdődik, ahogyan ezt sokan állítják – vele csak csúcsra jutott -, hanem fokozatosan alakult ki. Ugyanakkor fontos megemlíteni, hogy az alsó-egyiptomi temetkezési helyeken az uralkodónál nagyobb síremlékeket emeltek a leggazdagabb előkelők. A délen trónoló király saját vagyona és tekintélye szemmel láthatóan nem vetekedhetett az északi előkelőségével. A különbség ugyan nem túl nagy, de szignifikáns, és erősödő az idő haladtával, amelynek csak Haszehemui, sőt Dzsószer uralkodása tudott véget vetni.

## Piramisok és fejlődésük
Az óbirodalmi piramisok nem magányosan álltak, hanem kerített templomkerület vette körül őket. Ennek három fő része volt:
- maga a piramis, benne a sírkamrával (a IV. dinasztia lejtős falú piramisainak szimbolikája szerint a fáraó ezen az emelkedőn ment az égbe a Napistenhez);
- a halotti templom, azaz „külső sír”, az elhunyt képmásának lakhelye;
- a halála után istenné vált uralkodó kultuszának szentelt templom — ez általában a gúlától távolabb (gyakran a Nílus völgyében) állt, és a piramissal dromosz kötötte össze (MűvKezd 54–55. old.).

### Lépcsős piramisok

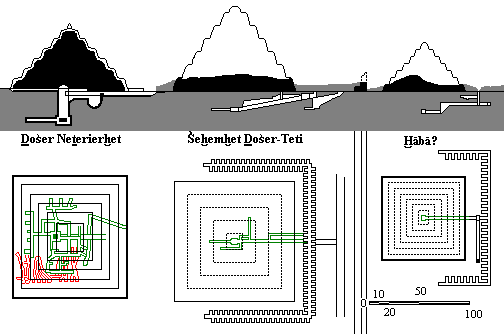
Az első három piramis metszete és alaprajza

A piramis kialakulásának következő lépése a lépcsős piramis volt. A III. dinasztia minden ismert uralkodójához kapcsolható piramisépítés, de ismeretlen politikai vagy gazdasági okok következtében egyedül a legelső, Dzsószer piramisa készült el még az uralkodó életében, és rajta kívül csak Huni nyugodhatott befejezett piramisban. Ez utóbbit Huni fia, Sznofru fejezte be.

#### A III. dinasztia piramisai

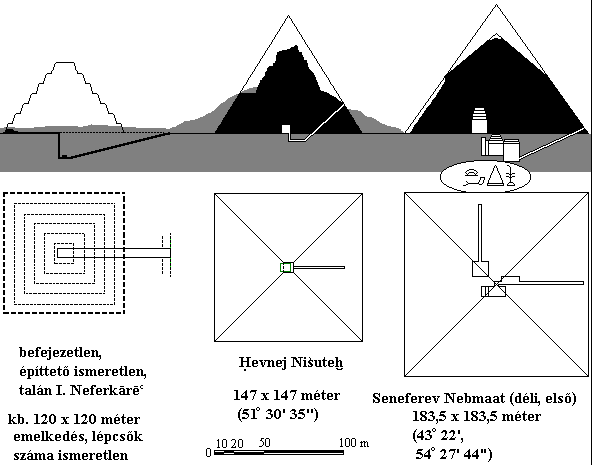
A III-IV. dinasztia fordulója körül épített átmeneti piramisok

A piramisfejlődésben a III. dinasztia első uralkodója, Dzsószer (Ḏśr nṯr.(j)rḫt, görögül Toszorthrosz, Tyreisz?) egymaga három jelentős állomást képvisel. Felmerült a gyanú, hogy az építkezést nem ő kezdte, hanem elődje, a közelebbről ismeretlen Szanaht. Ez esetben nem tudni, hogy a hatszori tervmódosítás melyik lépésénél vette át ő az irányítást. Már az eredeti masztaba is az ókori Egyiptom addigi legnagyobb épülete lett volna
- Dzsószer piramisának alapvető tipológiai újításai:

1. Az első teljes egészében kőből épített masztaba.
2. A masztabák egymásra helyezésével kialakított lépcsőzetes piramisforma.
3. A kerítésfallal határolt terület nagyarányú kiterjesztése, melynek révén a falon belülre kerülhetett a teljes kultikus épületcsoport.

- Dzsószer piramisának hat tervezési és kivitelezési szakasza:

1. 63×63 méter alapterületű, 9 méter magas masztaba
2. 71×71 méteres alapterületű masztaba
3. 81×71 méteres alapterületű masztaba
4. 84×74 méteres négylépcsős piramis
5. 125×115 méter alapterületű, 61 méter magas hatlépcsős piramis
6. burkolat három oldalon

A Dzsószer-piramisnál a téglamasztaba hagyományaitól az építkezés technikájában sem tudtak elszakadni. Az építmény konstrukciója, szerkezete, kivitelezése, a kövek (kváderek) viszonylag kis mérete a régi módszereket tükrözi. Az oszlopokat Imhotep, a király építésze a falakhoz építette (féloszlop), nyilván nem bízott azok szilárdságában, a ritkán előforduló szabad oszlopokat mindenesetre födémekkel kötötte össze. Az eredeti masztaba belsejében agyaghabarccsal tapasztott kőzúzalék alkotja a magot. A piramis alakja az egyszerű masztaba hatszoros megismétlése, mely új formának nincs funkciója, szimbolikája és hagyománya; azok később, másodlagosan kapcsolódtak hozzá, bár igen gyorsan el nem hagyható hagyományokká lettek.
Az alépítmény is magán viseli a szerkezeti változások következményeit: az eredeti 7×7 méter keresztmetszetű, 28 méter mély aknát lefedték, és a piramison kívülről új alagutakat vájtak. Az alagutak vonalvezetése ötletszerű, zegzugos. Két teljesen elkülönülő járatrendszert alakítottak ki, amelyek mélységükben is eltérők.
Dzsószernek a piramiskörzete is több – legalább három – szakaszban épült. Az eredeti masztabát elzáró kerítésfalat az első megnagyobbításkor kijjebb tolták, majd a végső fázisban meghosszabbították. Az eredeti kerítésfalon belül tulajdonképpen csak az északi templom és a déli oltár van. Az északi pavilon, a szerdáb-udvar, a déli pavilon és a Heb-szed udvar egy része a második ütemben. A harmadik szakasz tartalmazza a déli sírt, a déli sírkápolnát és a déli udvart, az oszlopos bejáratot és a Heb-szed udvar déli részét.
Dzsószert valószínűleg Szehemhet követte a trónon. Mindössze annyit tudunk róla, hogy 120×120 méteres alapon hétlépcsős piramist kezdett építeni, mely magasságban és alapterületében is felülmúlta volna Dzsószerét. Sírkamráját már pontosan a csúcs alá tervezték, a felépítmény alatt kapott helyet a kanópuszok kamrája is. Szehemhet 139(!) kamrát építtetett halotti kelengyéje számára. A piramis szemmel láthatóan egységes tervek alapján, a tapasztalatok figyelembe vételével épült, gondosan ügyelve a szimmetriára és a majdani tetszetős külsőre. Az építkezés viszont még az első lépcsőfok befejezése előtt leállt, s soha többé nem indult meg.
Még négy olyan maradvány van, melyet III. dinasztia korú királypiramisként lehet meghatározni. Építtetőjük kiléte ismeretlen, a két nagyobbnál csak sejteni lehet, hogy a szerényebb – 83×83 méteres alapú, 32 halotti kelengyés kamrát rejtő – romhalmaz talán Nebka vagy Haba királyé. E hatlépcsősre tervezett piramisnak az alépítményét teljesen befejezték, s talán a második lépcsőfokot is. A másik azonosítatlan piramis nemigen emlékeztet piramisra. Az egészből összesen egy gigászi gödör készült el, mely a sírkamra és a folyosó előkészülete volt. Már benne van a monolit szarkofág – a folyosó elkészülte után nyilván kicsi lett volna a leszállításához. Az elegyengetett felület méretéből, valamint néhány már helyén levő sarokkőből megállapítható, hogy 120 x 120 méteres alapon hétlépcsősre tervezték, vagyis körülbelül Szehemhet tervei alapján. Tulajdonosa talán I. Neferkaré lehetett. Ez a piramis az építés menetének jó néhány részletét elárulja. Egyszerre több irányból láttak munkához. Elegyengették a szikla felületét, s még nem végeztek ezzel, mikor már lerakták az első kvádereket a sarkokon, elkezdték kivájni a leendő sírkamrát és a hozzá vezető folyosót. Az ún. nyitott gödör módszerével dolgoztak, vagyis nem aknát és/vagy tárnát vágtak, mint a korábbi masztabáknál, hanem hosszú gödröt, végén kiöblösödéssel. A padló és oldalfalak elkészültével és a felépítmény lépcsőfokainak emelkedésével később gond nélkül le tudták zárni a tetejét kőlapokkal, melyek egyben teher-elosztóként is funkcionáltak. E kőlapok szerkezetileg azonosak azokkal a zárókövekkel, melyekkel a tumulusok és masztabák aknáját zárták le.
A maradék két, igen kicsiny piramis – melyekről még annyit sem tudni, mint a fenti kettőről – hasonlítanak egymásra. Az egyik Nagada mellett áll, kb. 20×20 méteres alapú, a másik pedig El-Kula környékén, és nagyjából 18×18 méteres. Csak lépcsős szerkezetük miatt sorolhatók be a III. dinasztia korába, de ez sem biztos. Az egyikük függőleges aknája igen hasonló a masztaba-típushoz, ami szintén ide közelíti. Amennyiben királysírok, akkor csak harmadik dinasztia korabeliek lehetnek, ha nem uralkodói temetkezés, akkor csak III. dinasztia nem lehet, ugyanis akkor még a szatellit-piramis ismeretlen forma volt: a királyi család tagjai egyszerű masztabákban kaptak helyet. A III. dinasztia után is épült néhány lépcsős piramis az uralkodók családtagjai számára.
Szanahttal együtt ma nyolc királynevet ismerünk a III. dinasztiából, s Manethón nyolc görög alakú nevet sorol fel ide vonatkozóan Nekheróphész figyelembe vételével. Adataiból a többség nem azonosítható, de mindenesetre legalább valószínűsíti ismereteinket. Csak Nebka és Nebkaré sírhelye ismeretlen (bár az is lehet, hogy e két név egy személyt takar), és nincs okunk feltételezni, hogy ne akartak volna lépcsős piramist építeni. A III. dinasztia eseménytörténete a világ legnagyobb történelmi rejtélyei között van, mert forrásaink semmilyen támpontot nem tudnak adni.

### Kőgúlák – a valódi piramisok
Hérodotosz szerint némely piramis csúcsán a fáraó ülő szobrát helyezték el, és úgy értesült, hogy az ő idejében Menkauré piramisán még ott ült a szobor. Erre egyetlen más adat sem utal, tehát Hérodotosz bizonyára tévedett. Plinius szerint a piramisok külső, kemény kőből készült borítása általában többszínű volt; ez Menkauré piramisának jórészt megmaradt borítása alapján valószínűnek tűnik.

#### A IV. dinasztia piramisai
A piramisok csúcsát rendszerint arannyal vonták be; ezt a gyakorlatot követve aranyozták később az obeliszkek csúcsdíszeit, a piramidionokat. A sírkamrák, a folyosók és az építmény tövében álló halotti templomok falain nincsenek se építészeti díszítmények, se festmények-domborművek vagy hieroglifák.

##### Huni

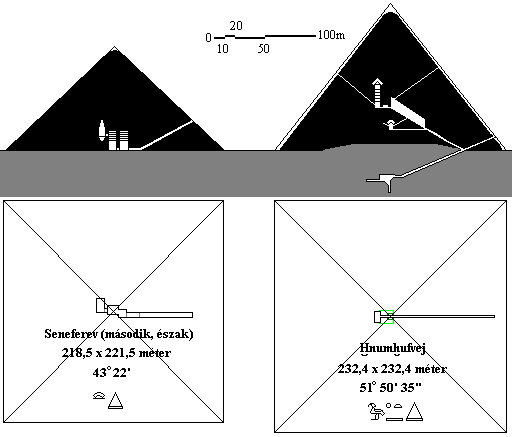
Sznofru második piramisa és Hufu Nagy Piramisa

A IV. dinasztia idejének piramisfejlődését az utolsó III. dinasztiabeli piramissal kell kezdeni. Ez Huni piramisa, amely újabb paradigmaváltás emléke. (Mivel a III. dinasztia utolsó uralkodója apja a IV. dinasztia első uralkodójának, a két dinasztia szétválasztása történetileg is erőltetett.) Ugyanakkor a piramist sokan teljes mértékben Sznofru nevéhez kötik.
Huni (görögül talán Széphurisz) építésze már a piramis tervezéskor újított, csakúgy, mint Szanaht, aki először próbált teljesen kőből masztabát építeni. Szakított a hagyományos alépítmény-konstrukcióval. Addig a bejárat a felépítménytől távolabb, a talajból nyílt, és nyílegyenes, egyenletesen lejtő folyosón vezetett a sírkamrához, ellenkező irányban pedig a felépítmény alá nem nyúló halotti kelengyés kamrákhoz. Huni sírjának bejárata viszont az északi oldal közepén, az első lépcső oldalmagasságának felénél nyílik. Innen meredeken halad a talajszint alá, majd egy vízszintes rész, és hirtelen vége. A sírkamra – elég meglepő módon – a folyosó vége felett van, már a felépítményben, pontosan a középpont alatt, vagyis az építéshez igen kevés üreget, gyakorlatilag csak a folyosó egy rövid szakaszát kellett a sziklába vésni.
A sírkamra bejárata annak padlóján nyílik; a padló maga az elegyengetett szálkőzet. A korábban megszokott rengeteg halotti kelengyés kamrának híre-nyoma sincs. Szerkezete hagyományos, az egymás mellé állított rétegek kissé befelé dőlnek, így saját súlyuk tartja össze őket. Az építést fia, Sznofru fejezte be, aki a lépcsők közeit kváderekkel kitöltette és az egészet sima márványburkolattal látta el. Készen állt Egyiptom első gúla alakú piramisa, amely ha szerkezetével nem is, de külsejével új mintát teremtett.
Az ehhez hasonló sírkamra- és bejárati folyosó-elképzelés csak majdnem 100 esztendő múlva, Hafrénél bukkan fel újra.
Feltűnő, hogy ettől kezdve nem találhatók a piramisok belsejében halotti kelengyés kamrák – egészen Szahuréig. A III. dinasztia idején a piramistól tulajdonképpen elég messze helyezkedett el a rengeteg raktárkamra, és csak egy folyosó fűzte őket össze a piramissal. A IV. dinasztia idején talán a kultikus piramisként emlegetett szatellit piramisok helységei töltötték be eme funkciót, illetve a halotti templom egyes részei. Erre azonban csak II. Pepi egyik szatellit piramisa ad közvetett bizonyítékot, viszont a VI. dinasztia piramisaiban már volt raktárkamra is. A médumi piramisnál nyoma sincs halotti templomnak, kápolnának (ezt csak unokája Hufu vezette be), szatellit piramisból is csak egyetlenegy árválkodik mellette. Az épület konstrukciója pedig a korábbiakhoz hasonló, ezért életképes az a feltevés, hogy raktárkamrák lehetnek még valahol.
A 147×147 méteres alapra épített piramis több mint 51°-os emelkedési szöggel újkorában a világ legmasabb épülete volt. Huni piramisa ma már csak rom, mert a lépcsőket kitöltő kőanyag lecsúszott a falakról, magával rántva a belsőbb rétegeket is. Gyakorlatilag csak a mag látható, körülötte magas törmelékréteggel.

##### Sznofru
Sznofru (görögül Szórisz vagy Kerpherész) körülbelül az i. e. 27. század második felében élt. Miután befejezte apja síremlékét, hozzálátott a sajátjának.
A mai Dahsúr falu környékén kezdett építkezni. Ez az első épület, melyről biztosan tudjuk, hogy nevet adtak neki: Déli felragyogó. Sznofru nem véletlenül alakíttatta át apja sírjának külsejét, sajátját már rögtön gúla formájúra terveztette. Alapját 183,5 x 183,5 méterben tűzték ki, mely a maga majdnem 3,5 hektáros területével több mint kétszeresen múlja felül Dzsószerét (mely maga is majdnem 1,4 hektár). Mivel az építmény sarokkövei helyben maradtak, pontosan mérhető az emelkedési szög – hihetetlenül meredek, 54° 27' 44". Ezzel a meredekséggel 128,5 méteres magasságba emelkedett volna a piramidion csúcsa.
A piramisépítés hagyományos konstrukciója azonban nem vált be. A lépcsős piramisnál megszokott egymásra dőlő, függőleges kőrétegek ilyen meredekséget nem bírtak ki. Egyes mai statikus szakvélemények szerint viszont mégsem a konstrukció volt a baj okozója, hanem a gyenge alapozás. Az altalaj kőzetei nem bírták ki a hatalmas megterhelést, amelyet a sosem látott kőhalom képviselt, s megmozdultak. Amikor az építés folyamán a tervezett magasság mintegy egyharmadához értek, méretes rések nyíltak az építményben. Az ókori mérnökök valószínűleg ezt a nagy emelkedés számlájára írták, aminek következtében a folytatásban egy jóval kisebb emelkedési szöget, 43° 22'-et választottak (az új emelkedés alkalmas volt arra is, hogy a lehető leggyorsabban készüljön el az építmény). Az új piramis ezután fehér burkolatot kapott, s sorsára hagyták. Véletlenül tudjuk, hogy az egész összesen három év alatt készült el! Ez a piramis ma az egyik legjobb állapotban levő, még burkolatának legnagyobb része is szilárdan tartja magát. Egyes vélemények szerint nem a repedések miatt fejezték be sürgősen. Talán Huni piramisáról már nem sokkal befejezése után leszánkázott a meredek burkolat, illetve a lépcsőket kitöltő, vízszintes kvádersorok, s az építtető igazából ettől ijedt meg. Az tűnik csak bizonyosnak, hogy nem ilyen alakúnak tervezték eredetileg, és elhagyása a nem várt formának köszönhető.
Sznofru ekkor másik piramis építésébe kezdett, melynek alapterülete nagyobb, mint az elsőé (218,5×221,5 méter), de emelkedési szöge a Tört falú piramis második ütemével azonos, így magassága nem éri el az első piramis végleges magasságát sem. Bejárati folyosója és kamrái a felépítményben vannak, megtakarítva ezzel az aknamélyítés és a gödörásás munkáit. Építményének egykorú neve Ragyogó, ma Vörös Piramisnak nevezik a burkolat színe után.

##### Hufu
Hufu (görögül Kheopsz vagy Szúphisz) piramisa a legismertebb és legtöbbet tárgyalt ókori építmény. Kivitelezésében látszik a korábbi építkezések tapasztalata, és látszik némi bizonytalanság a belső szerkezetben, mindenekelőtt a kamrák és járatok elhelyezésében. Hufu piramisa azért ad okot számtalan vitára, mert nem illeszkedik sem a korábbi, sem a későbbi típusokhoz. Ennek legvalószínűbb oka az, hogy a III. dinasztia korabeli alépítmény-típust teljesen elhagyták, és még nem találták meg azt a formát, amely rögzülhetett volna. Szerepet játszhat ebben legalább három építkezés közbeni tervmódosítás is.

##### Dzsedefré

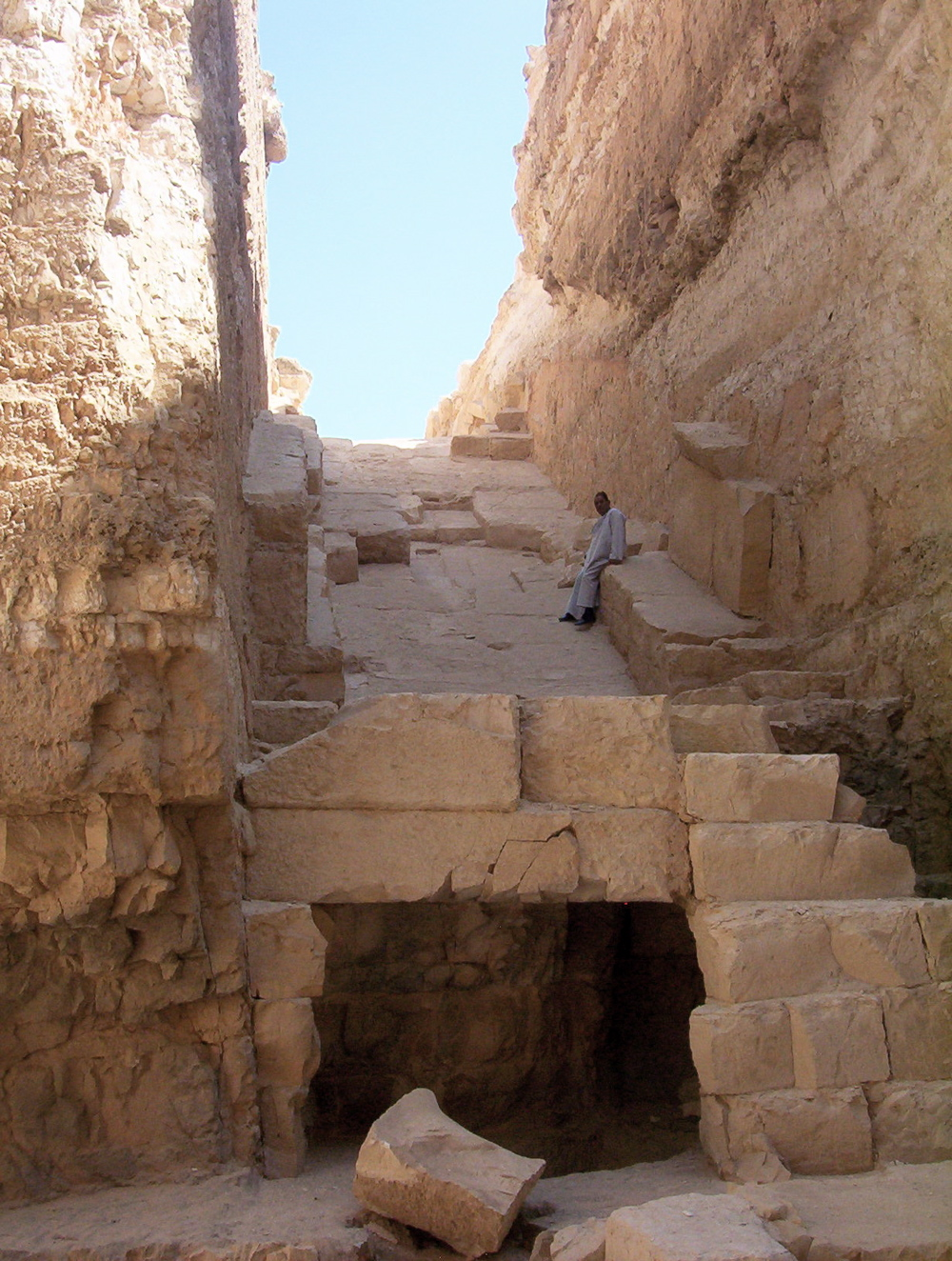
Dzsedefré piramisának maradványai

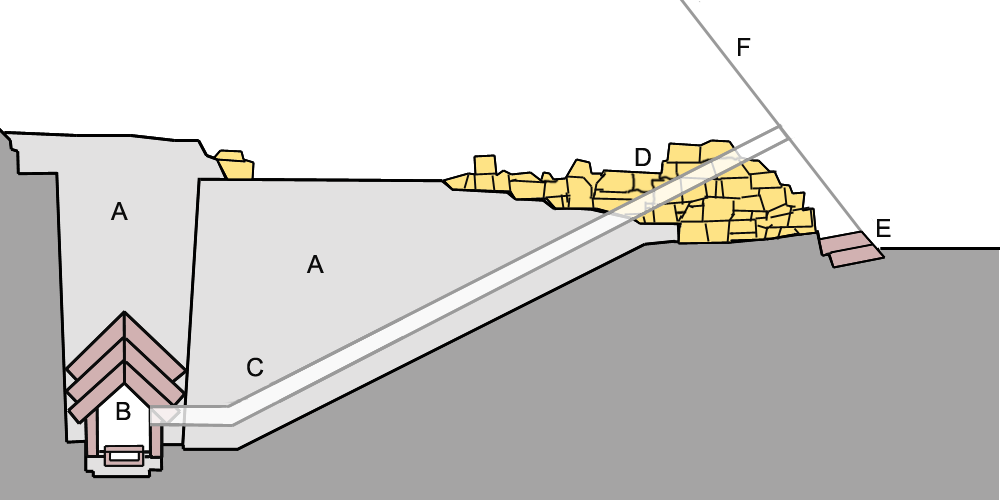
Dzsedefré piramisának szerkezete. A: gödör, B: sírkamra, C: bejárati folyosó, D: megmaradt kövek, E: sarokkövek, F: rekonstruálható dőlésszög

Dzsedefré (görögül Ratoiszész) a mai Abu Roás falu közelében egy 104,5×104,5 méteres alapú piramist kezdett építeni. A már beállított sarokkövek alapján majdnem 60°-os emelkedési szöggel nagy magasságú lett volna, és a korábbi építmények (például Huni vagy Sznofru) alapján merésznek mondható. E tény talán azt mutatja, hogy a Hufu-piramisnál kialakított statikai megoldásokat megbízhatónak ítélték meg. A sírkamra viszont a masztabákéhoz hasonló aknás elrendezésű, amely arra mutat, hogy talán inkább a Sepszeszkaf-sírhelyhez hasonló épületet tervezett. Dzsedefré sírja sosem készült el, amit nem magyaráz nyolcévnyi uralkodási ideje, hiszen Sznofru déli piramisát három év alatt húzták fel.
A piramisból ma csak egy jókora gödör látható és néhány kupac megmaradt kváder. A folyosónak szánt gödör azonban értékes információkkal szolgál a piramisépítés menetére vonatkozóan.
Dzsedefré piramisához szerkezetében és állapotában is kísértetiesen hasonlít a Baka-piramis, amelyet csak Zavijet el-Arjan-i „Nagy Gödör” néven szoktak emlegetni.

##### Hafré

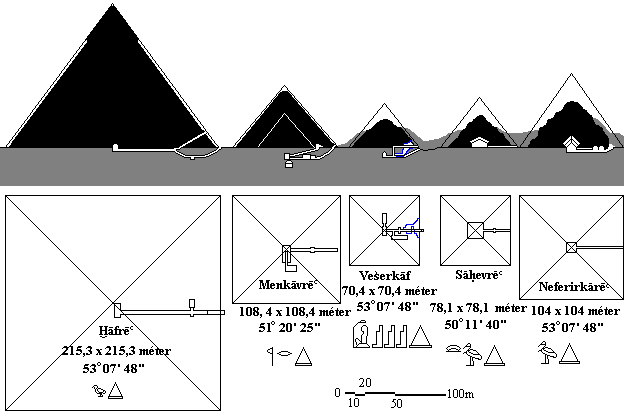
A IV-V. dinasztia fordulója körül épített piramisok

Hafré (görögül Kefrén) piramisa a IV. dinasztia legletisztultabb építménye, az óbirodalmi piramisépítkezés csúcspontja. Biztos tervezés, a hagyományok és a korszerű technika ötvözése, a szakszerű kivitelezés jellemző rá. Ennél a piramisnál is feltehető azonban legalább egy tervmódosítás, melyet a bejárati folyosó vertikális megtörése alapoz meg. A tervmódosítás és az építmény megnagyobbítása arra az építési fázisra tehető, amikor a folyosó vízszintes részének vége volt az aktuális felszínen. Befejezetlen, vakolt falú alsó kamrája talán az első sírkamra volt, talán halotti kelengyés kamrának szánták. Ez utóbbi azonban valószínűtlen, mert akkor félbehagyására semmi ok nem lett volna. A befejezetlen sírkamra verzió konklúzója viszont az, hogy bár kisebb piramist tervezett eredetileg, de a terveket igen hamar módosították, ugyanis magán a felépítményen semmiféle szakaszosság nem látható. A kis termet végül összekötötték a valódi sírkamrához vezető folyosóval, és eztán minden bizonnyal semmire sem használták. A végleges sírkamra Hufuét utánozza, de a talajszintre építették és ügyeltek a harmóniára még a láthatatlan helyeken is: a sírkamra-nyeregtető hajlásszöge pontosan megegyezik a piramis falainak emelkedésével.
Végső méretei: 215,3×215,3 méteres alapterület, 53° 7' 48" emelkedési szög. A piramis csúcsán ma is látható a burkolat, tulajdonképpen csak a piramidion hiányzik a tetejéről. A világ legtömörebb építménye: teljes térfogatának alig 0,1 ‰-e üreges. Luis Alvarez 1967-es kozmikus sugárzáson alapuló vizsgálatai bebizonyították, hogy további helyiségek nincsenek ebben a piramisban.

##### Menkauré
Menkauré (görögül Mykherinosz, vagy Mükerinosz) trónra kerülése zavaros időszaknak vetett véget, mely úgy tűnik, a nagybátyjaival vívott trónviszályok lezárása lett. Azonban uralkodása egész ideje alatt nem érezte biztosnak hatalmát és életét. Eredetileg igen kicsiny síremléket tervezett magának, mintegy 60×60 méterest, mely néhány szatellit-piramis méreteit sem éri el. Talán realitásérzéke azt sugallta, inkább egy kicsi, de kész sír fogadja be maradványait, mint egy félig épült. Később, amikor épületének már csak burkolata hiányzott, szilárdabbá válhatott státusza, piramisának méreteit csaknem kétszeresére bővítette. Ez többek között azzal járt, hogy sírkamráját lemélyítették, s egy teljesen új bejárati folyosót vágtak hozzá, a régi alatt. Ez a munka különbözött minden addigitól, mivel nem a nyitott gödör módszerével haladtak előre, hanem szabályos lejtaknát hajtottak a szálkőben. Ilyen sziklafolyosók csak a felső-egyiptomi sziklasírokhoz vezettek. Nem tudni, hogy Menkauré sírkamráját miért mélyítették le. A sírkamrában érdekes újításként megjelenik az álboltozat, amely itt még nem teherhordó elem (mint a valódi boltozatoknál), hanem a mennyezetet alkotó áthidalók alját körívesen kivájták. Ez az újítás talán az égbolt formai utánzása lehetett.

##### Sepszeszkaf
Menkauré meghalt, mielőtt megnagyobbított piramisa és piramiskörzete elkészült volna. A pompásra tervezett halotti templomot fia, Sepszeszkaf (talán a görög Szeberkherész, vagy Bikherész névvel azonosítható) fejezte be számára – agyagtéglából. Ezt egy Sepszeszkaf korából fennmaradt felirat bizonyítja: Felső- és Alsó-Egyiptom királya, Sepszeszkaf, atyja, Felső- és Alsó-Egyiptom királya, Uśire Menkauré számára. A piramis gránitburkolata is átváltozik mintegy húsz méteres magasságban egyszerű mészkőre. Sepszeszkaf nyilván minél hamarabb és egyszerűbben kívánta megoldani apja nyughelyének kérdését – a mészkő lényegesen könnyebben és gyorsabban faragható, mint a gránit, ráadásul lelőhelye is több ezer kilométerrel közelebb volt az építkezéshez – éppcsak a folyó túlpartján, Tura településnél. Megjegyzendő, hogy az addigi történelemben összesen a második olyan uralkodó (Sznofru után), aki elhalt elődjének sírhelyét egyáltalán befejezte – tiszteletet érdemlő. Ő maga viszont már nem járt olyan jól. (A piramisépítészet technikatörténetéhez is adalékként szolgálhat ez a körülmény, hiszen ez azt mutatja, hogy a burkolatot az építkezés folyamatában, nem pedig utólag készítették, ellenkező esetben a felső részen lenne a gránit. Ez egyébként az életszerűbb verzió, hiszen a sok faragást és egyéb aprólékos munkát igénylő burkolással értelmetlen lett volna megvárni a mag teljes elkészültét. Amikor egy réteg a helyére került, mindjárt megkapta zárásnak a burkolatot is.)

#### Az V. dinasztia piramisai
Az Óbirodalom harmadik dinasztiájának (V. dinasztia) uralkodói továbbra is reprezentatív, bár kicsiny piramisokat építettek. A váltás a IV. dinasztia kőhegyei és az V. dinasztia halmocskái között olyan ugrásszerű, hogy még nem magyarázható a királyi gazdaság hanyatlásával, kimerülésével. A király a királyi birtokok munkaerejével továbbra is korlátlanul rendelkezett, s a néhány kiváltságos papi alapítvány még nem csökkentette számottevően a munkaerőt. Az V. dinasztia Uszerkaf (görögül Uszerkherész) utáni piramisai egységes konstrukciójúak – lépcsős piramist építettek, kevéssé megmunkált kváderekből, majd a lépcsők közét vízszintesen rakott rétegekkel töltötték ki, és sima burkolattal látták el. A kész építmény – méreteit leszámítva – semmiben sem különbözött a gizehi piramisoktól, legalábbis újkorukban. Az V. dinasztia piramisai ugyanis ma inkább tűnnek egy kőbánya depójának, mint tervezett épületnek, pompás gúlának. Van olyan, amelyikről magától csúszott le a burkolat, mint Huni sírjáról. A legtöbbről viszont lelopkodták azt, hiszen kitűnően csiszolt, jó anyag volt – ezután a piramis magától összeomlott, mert a piramismag köveinek minőségével nem nagyon törődtek. (Ugyanez a VI. dinasztiára is igaz.) Ezt a hagyományt is Uszerkaf kezdte, aki Tiszta helyek nevű halotti körzetének helyet keresve megtalálta a szakkarai nekropolisz kellős közepét (a legelső piramis közvetlen szomszédságát, sőt Dzsószer kerítésfalán belül), és ott emeltette a mára igen siralmas állapotú gúláját. Neve Tiszta helyű piramis. Ő még a IV. dinasztia hagyományai szerinti igazi piramist épített, de ma legfeljebb törmelékkupacnak tűnik, mivel a kváderek alakját a kivitelezők eléggé elnagyolták.
Uszerkaf utódai Sepszeszkaf és Hentkavesz gyermekei, Szahuré (görögül Szephrész vagy Szerrész) és Noferirkaré (görögül Neferkherész) voltak. A mai Abu Szir falu közelében építtették sírhelyüket a fent vázolt archaikus módon.

#### A VI. dinasztia piramisai

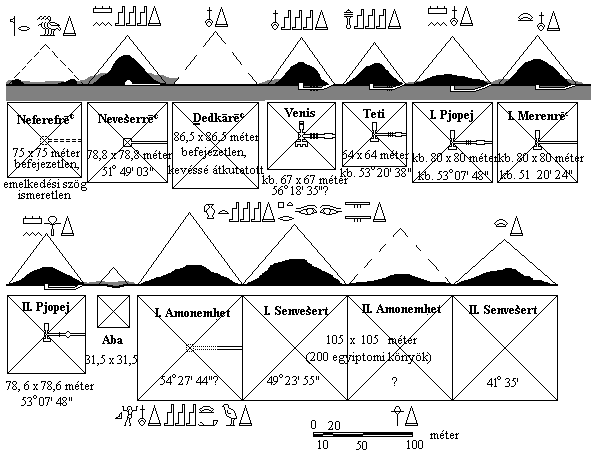
Piramisfejlődés az Óbirodalom második felétől a Középbirodalomig

A VI. dinasztia újabb paradigmaváltással járt a temetkezési területeken. Unisz (görögül Onnosz), az V. dinasztia utolsó tagja a nagy előd, Dzsószer sírvárosának közvetlen szomszédságában építtette 67×67 méteres alapú piramisát. Nem is sírja méretei teszik fontossá, hanem néhány újítása miatt figyelemre méltó. A sírkamra valamivel kisebb, mint közvetlen elődeié, s téglalap alakú, mintegy 7×3 méter. A szarkofág nem a közepén, hanem a keleti végében kapott helyet, a bejárattól legtávolabb. Az egész sírkamra nem az átlók metszéspontja – azaz a csúcs – alatt, hanem attól keletre fekszik. A piramidion alatt – vagyis a középpontban – csak egy kis előszoba-féle van, melytől keletre a sírkamra, nyugatra pedig egy halotti kelengyés kamra található. A raktárkamra nyugati végébe még három kis bemélyedést, oldalkamrát is véstek. A bejárati folyosó először enyhén lejt, majd mikor eléri a sírkamra mélységét, vízszintesen torkollik az előszobába. E stílusváltást egy még nagyobb volumenű egészíti ki – a korábban megszokott völgytemplom-halotti templom típusú szövegeket már a sírkamrába költöztették, ezek a Piramisszövegek. Az addig néma piramis megszólalt. A völgytemplomhoz hasonlóan a feliratokkal nem takart felületeket teljesen kitöltötték arany alapon kék csillagokkal. A feliratok színe ehhez alkalmazkodik. Dzsedkaréhez hasonlóan Unisz sem épített Ré-templomot, sőt még a nevébe sem vette fel a Nap nevét. Nyilvánvaló a szakítás a Ré-papsággal.
Unisz ezzel új hagyományt teremtett, a VI. dinasztia mind a négy ismert piramisa hasonló elrendezésű alépítménnyel készült, óriási mennyiségű felirattal, melyek az Óbirodalom korának elsődleges fontosságú forrásanyagává váltak más híján. Ezért van az, hogy a vallás, illetve a túlvilághit a legjobban ismert területe az Óbirodalomnak. A korábbi korok templom-feliratai természetesen jórészt megsemmisültek, hiszen a felszínen, szem előtt voltak, és ha nem is rombolták le már az ókorban, az arab korban nem sok kerülte el a lebontást, és anyagának újra hasznosítását. A védett piramis-belsők viszont többnyire érintetlenül maradtak, mert legfeljebb csak a felépítményt hordták el fölötte.
A VI. dinasztia után hosszú időre szünetelt a piramisépítkezés, bár a VIII. dinasztia három uralkodója építtetett kicsiny, reprezentatív piramist. Ezután viszont gyakorlatilag megszűnt a hagyomány. Ennek nem gazdasági vagy politikai okai voltak: a hatalom felső-egyiptomi családok kezébe került, akik a sziklasíros temetkezési rítusok szerint jártak el, amilyen a helyi hagyomány volt.

### Téglapiramisok

#### A XII-XIII. dinasztia piramisai

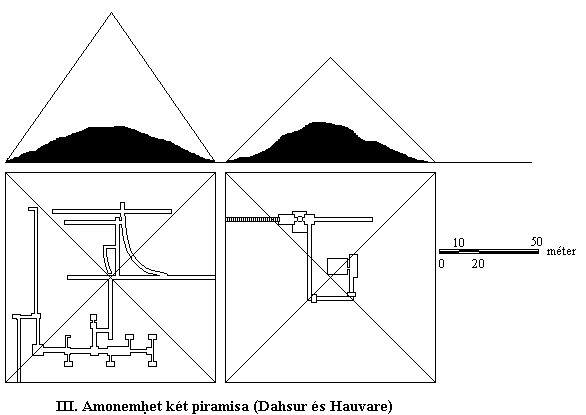
III. Amenemhat két piramisa

A Középbirodalom korát legtöbbször a XI. dinasztia közepén, II. Mentuhotep uralkodásával szokták kezdeni. Ez a dinasztia azonban nemcsak székhelyével, kormányzati rendszerével és a stabilitás hiányával különbözik a XII. dinasztiától, hanem temetkezési kultuszában is, amely még mindig a hagyományos felső-egyiptomi mintákat követte.
I. Amenemhat (vagy Amonemhet, görögül Amenemész) a sírvárosának felépítésével hagyományt teremtett. Külsőleg ragaszkodott az óbirodalmi formákhoz – nyilván nem szakíthatott a Napkultusszal, illetve ebben is az óbirodalmi külsőségek felé közeledett –, de a felépítmény teljesen elvesztette jelentőségét. Közönséges agyagtégla-rétegekből készült piramisában csak annyi kő van, amennyi feltétlenül szükséges volt a szilárdsághoz, és az időleges stabilitáshoz. Két átlós kőfal és az azokhoz csatlakozó mellék-támfalak tartották össze az egészet, közöttük pedig agyagtégla, kőtörmelék, sőt homok volt a töltőanyag. Az egész építmény csinos mészkőburkolatot kapott, és külsejében már nem különbözött az óbirodalmi elődjeitől.
I. Amenemhat sírjának alépítményét nem ismerjük, átkutatása lehetetlen, mert talajvíz áll benne. Semmi ok nincs arra azonban, hogy ne feltételezzük, a későbbi tipikus alépítmény-szerkezet (amely inkább atipikusnak nevezendő, mert nincs két egyforma) nála is megjelent. A Középbirodalom piramisainak már a bejáratai is a lehető legváratlanabb helyeken bukkannak fel – legritkább esetben (tk. csak az első kettőnél) a hagyományos északi oldalon, III. Amenemhet (Imn-mḥt nim3ˁtrʿ mnm3ˁtrʿ, görögül Lakharész vagy Amérész) ráadásul még az oldalfelező-pontból is elmozdította.
III. Amenemhet két piramist építtetett. Az elsőnek bejárata a hagyományos északi oldalról nyílik és valóságos labirintusba torkollik, váratlan elágazásokkal és zsákutcákkal – pontosabban valamennyi itt található járat zsákutca, mert az igazi bejárat a keleti oldal déli sarkánál van elrejtve, és a hozzá tartozó folyosó néhány süllyesztő és kanyar után torkollik a sírkamrába. A vakjáratok hol a mennyezeten, hol a padlón keresztül folytatódtak. Ezen akadályokat, rejtett átjárókat szinte képtelenség lett volna megtalálni. Ez a piramis igazán biztonságos volt, már csak azért is, mert nem ide temettette magát. A valódi temetkezőhelye a második piramisa lett, melynek bejárata a déli oldal nyugati sarkáról nyílik. Biztonsági intézkedései a svájci bankok trezorjainak biztonságával védték maradványait és halotti kelengyéjét. De mint tudjuk, egy svájci bankot is ki lehet rabolni – a Középbirodalom piramisait éppoly módszeres alapossággal rámolták ki az ókori szakértők, mint bármely korábbi sírt. A sírrablókat pedig nemritkán maguk a temetést végző, vagy a halottkultusszal megbízott papok segítették.
A Középbirodalom hét piramisa I. Amenemhettől III. Amenemhetig kivétel nélkül 105×105 méteres alapon készült, mely méret megfelel kétszáz korabeli könyöknek (egy egyiptomi könyök pontosan 0,525 méter). A két utolsó pontosan fele oldalhosszal – 100 könyöknyi alapéllel, azaz 52,5×52,5 méteren. Változatosság legfeljebb az oldalak dőlésszögében, azaz a kész építmény teljes magasságában tapasztalható. Ez is azt mutatja, hogy sem a kivitelezés menetének, a felépítmény konstrukciójának, sem a méreteknek nem volt szerepük – az egyetlen fontos tényező a végső hagyományos alak lett, és a sírkamra maximális védelme. Új szempontként tehát a sírkamra megközelítésének megnehezítése jelentkezett. Erre azért is mód nyílt, mert az egyáltalán nem állékony agyag-homok-törmelék-magban a sírrablók nem áshattak alagutat, kénytelenek voltak a folyosókon kóvályogni.
A Középbirodalom után még két piramis ismert Egyiptomban, egyikük kifejezetten középbirodalmi típusú alépítmény-szerkezettel rendelkezik. Ez mintegy keveréke III. és IV. Amenemhet stílusának – bár alapjainak hossza kilóg a középbirodalmi szabványból – 80×80 méteres. Építtetője Hór Aveibré az i. e. 18. században, aki már az újabb összeomlás korának uralkodója volt. Az utolsó piramist Hendzser (vagy Khendzser) építtette. Személyét illetően is bizonytalanság van: a korabeli leletek megemlékeznek egy Hendzser Nimaatré és egy Hendzser Uszerkaré nevű uralkodóról, és lehet, hogy a kettő azonos.
A téglapiramisok szerkezete rekeszes (vázas, bordás):
- A négyzet két átlójában épített két merevítő falat építettek; ezek középen derékszögben találkoztak.
- Az oldalakat öt részre osztották, és a részek határairól egy-egy újabb falat húztak az oldalra merőlegesen a korábban megépített átlóig, tehát ezek az átlónál, azzal 45°-os szöget bezárva, egymásra merőlegesen találkoztak.
- Ezt a belső vázrendszert helyenként kőtömbökkel erősítették meg.
- Az így kialakított rekeszeket töltötték ki agyagtéglákkal.
- Az elkészült piramist kőlapokkal borították.

Az óbirodalmi piramisok befelé dőlő kőtömbjeitől eltérően a téglasorok vízszintesek.

## Újbirodalom – sziklasírok
Az újbirodalom korában az uralkodók ismét délen, Uaszet (vagy Vászet, görögül Théba, vagy Dioszpolisz hé Megalé) városában trónoltak, déli típusú mitológia vált az állami kultuszok alapjává. Közvetett módon ez a tény is mutatja, hogy a piramisépítésnek a Ré-kultusz adta a talajt, mert amikor Ámon vált a birodalmi panteon főalakjává, már senkinek sem volt fontos piramist építeni. Mire a XIX-XX. dinasztia Ré-kultusza újra éledt, a piramisépítésnek a szándéka is elhalt.

## Núbiai piramisok

### Ismeretlen célú építmények
Az épület-együttest jobb híján Középbirodalom-korúnak írták le. Anthony Mills talált rá 1966-ban. Közel 30 darab, kőből rakott csonka gúla, másfél méteres alapon, 2,5 méteres magassággal, s – valószínűleg – mindegyik teljesen tömör volt. Mills kettőt teljesen, az alapjáig lebontott, és nem talált semmit. Sem feliratokat, sem semmilyen egyéb utalást nem találtak, ami funkciójukat, vagy építésük okát, időpontját megvilágította volna. Ma már ez is víz alá került, a Nasszer-tó vize fedi el a megmaradtakat, ezért ez a rejtély már rejtély is marad.

## Temetkezési körzetek
A temetkezési körzetek fontos részét képezték a piramis-komplexumoknak. A masztabás I-II. dinasztiabeli temetkezéseknél a halotti körzetet a kerítésfal elválasztotta a sírtól, mivel azt közvetlenül köré építették. Dzsószer volt az első, aki a kerítésfalat messzire helyeztette a sírhelytől, amellyel nagy belső tér nyílt. Összességében nem látni a halotti komplexumában semmilyen egységes tervezési folyamatot, vagy akár egységes elképzelést, a megvalósítás ötletszerű. A kanópuszedények kamrája a piramison kívül, önálló bejárattal közelíthető meg. A sírkamrák rendszertelen folyosókon közelíthetők meg, melyek némelyike kilóg a felépítmény alól. Ez az egyetlen királypiramis, mely egyben a Nagy királyi feleség nyughelye is. A halotti templom a körzet északi részén van, míg később mindig keletre került. Két, a korábbi időkre jellemző templom és egyszerű szed-terület kapott még helyet. Dzsószer kenotáfiumja egyszerű, hagyományos masztaba. A III. dinasztia további, befejezetlen piramisainak sírkerületeiről semmilyen adat nem áll rendelkezésre.
Huni piramisa is befejezetlen volt, talán ezért nem ismert semmilyen halotti kultuszhoz kapcsolható építmény, leszámítva egyetlen szatellit-piramist. Sznofru északi piramisának környéke gyakorlatilag feltáratlan. A déli piramisnál egy áldozati helyiség, kápolna áll. Ez a kápolna változott a Hufu-piramisnál Halotti Templommá, a komplexumot pedig kibővítette egy Völgytemplomnak és Feljáró Útnak nevezett elemmel. A Völgytemplom a Nílus partján állt és valószínűleg a Napbárkát jelképező temetési hajó kikötője volt, innen vezetett az út a Halotti Templomhoz.
A szatellit-piramisok vagy a halotti templomok fejlődéséhez vezető út valószínűleg még Dzsószer Déli Sírbolt nevű építményével kezdődött, amely megismétlődik Szehemhet piramisánál is. Ez olyan kenotáfium, amelyet az uralkodó ka-lelkének építettek. A további lépcsős piramisoknál nincs adat róla, majd Huni piramisánál már halotti kápolna és mellékpiramis is van.
Hufu hagyományt teremtett, melyhez az Óbirodalom fennmaradó idejében mereven ragaszkodtak. Az V. dinasztia korában ezekhez csatlakozott a Naptemplom, amellyel teljessé vált a halotti komplexum, bár a dinasztia utolsó két uralkodója nem épített Nap-templomot, valószínűleg vallási irányváltás miatt. A templomok építészeti fejlődése nagy vonalakban a palotákét követi.
A piramisok belsejét a VI. dinasztia koráig nem díszítették. A feliratok, imák és a Halottak Könyvének legkorábbi verziói a Völgytemplomot és a Halotti Templomot díszítették. Feliratok csak az uralkodó számára voltak megengedettek, de az előkelőség már az V. dinasztia idején készíttetett lopva festményeket és feliratokat. Az V. dinasztia utolsó uralkodója, Unisz sírkamrája az első festményekkel és feliratokkal díszített királyi sírkamra. A Piramisszövegek a kor fontos forrásai, és belőlük alakultak ki később a szarkofágszövegek, valamint a Halottak Könyve.
A piramiskörzetekhez hozzátartoznak az úgynevezett sírvárosok is. Ezek Dzsószertől Hufuig látványos fejlődésen mentek keresztül. Dzsószer piramisának óriási méretű saját körzete mellett még nem temetkezett az előkelőség, hanem attól északra, viszonylag közel a piramiskörzethez nagy kiterjedésű, a természetes határokhoz igazodó temetőt hoztak létre. A mejdúmi piramis mellett létesült elit-temető szervezettebb képet mutat, de befejezetlen. Hufu Nagy Piramisa mellett az előkelők masztabái már szabályos rendben, sorokba és oszlopokba rendeződve létesültek.